# Charles Léopold Eberhard Duvernoy
Charles Léopold Eberhard Duvernoy (* 1. November 1774 in Mömpelgard; † 19. November 1850 in Besançon) war ein französischer Historiker und Archivar.

## Leben
Geboren als Sohn des Charles-Louis Duvernoy (1747–1808), Anwalt beim Regentschaftsrat der Grafschaft Mömpelgard, und dessen Ehefrau Françoise Catherine Elisabeth, geb. Georgii, besuchte Charles Léopold Eberhard Duvernoy das Gymnasium seiner Heimatstadt Mömpelgard und absolvierte anschließend seine Studien an der Hohen Karlsschule in Stuttgart. Nach der Angliederung von Mömpelgard/Montbéliard an das revolutionäre Frankreich (1793) wurde er 1794 Mitglied der dortigen Société des Amis de la Liberté et de l’Égalité. Von 1799 bis 1805 und 1811 bis 1813 war er Gymnasialprofessor für Rhetorik in Montbéliard. Von 1813 bis 1832 amtierte er als Friedensrichter im Kanton Audincourt. 1820 wurde er zum Konservator der Bibliothek von Montbéliard ernannt, von 1826 bis 1836 war er Mitarbeiter (auteur du classement) im fürstlichen Archiv.
1832 veröffentlichte er im Verlag von Charles Deis in Besançon das Werk Éphémérides du comté de Montbéliard. Von 1835 bis 1850 lebte Duvernoy als Historiker in Besançon.

## Werke
- Ephémérides du comté de Montbéliard Besançon 1832, neu hrsg. von Blaise Meriot in: Mémoires de la Société d’Émulation de Montbéliard 59/60 (1953–1959), hier Band 60, S. 187–212.